# Marcus "Lelo" Aurélio
Marcus Aurelio , mais conhecido como Marcus "Lelo" Aurélio ou Mestre Barrãozinho (Recife, 4 de maio de 1986) é um capoeirista e lutador de MMA brasileiro, radicado no Canadá.
É filho do Mestre Barrão, fundador do Grupo Axé Capoeira, e irmão do também lutador de MMA Marcus "Osso Duro" Vinicius.
Marcus Aurélio ficou famoso na comunidade dos fãs de MMA após nocautes espetaculares e pouco ortodoxos utilizando-se de golpes característicos da capoeira como o elemento principal em seu estilo de luta.

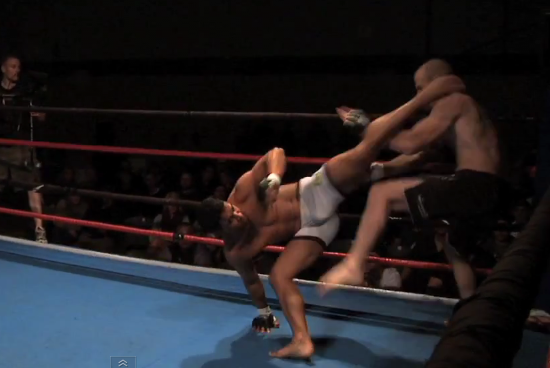
Kick3

## Cartel no MMA
| Total         | Total   | 7 Vitórias | 4 Derrotas |
| ------------- | ------- | ---------- | ---------- |
| 11 lutas      | Nocaute | 6          | 1          |
| Finalização   | 1       | 1          |            |
| Decisão       | 0       | 1          |            |
| Outros        | 0       | 1          |            |
| Empate        | 0       | 0          |            |
| Sem Resultado | 0       | 0          |            |

| Res.    | Cartel | Oponente          | Método                                                            | Evento                                   | Data       | Round | Tempo | Local                                       | Notas |
| ------- | ------ | ----------------- | ----------------------------------------------------------------- | ---------------------------------------- | ---------- | ----- | ----- | ------------------------------------------- | ----- |
| Derrota | 7-4    | Amaramend Boldo   | Eliminação (jogado 3 vezes para fora do kumite (área de combate)) | Ganryujima 1                             | 28/2/2015  | 3     | N/D   | Tóquio, Japão                               |       |
| Vitória | 7-3    | Abdoulaye Niang   | TKO (socos)                                                       | Ganryujima 1                             | 28/2/2015  | 1     |       | Tóquio, Japão                               |       |
| Derrota | 6-3    | Ismael Gonzalez   | TKO (chute)                                                       | Bellator - Fight Master 1                | 07/2013    | 1     | N/D   | New Orleans, Estados Unidos                 |       |
| Derrota | 6-2    | Christ Franck     | Decisão (dividida)                                                | BFC - Bellator Fighting Championships 79 | 02/11/2012 |       |       | Rama, Ontário, Canadá                       |       |
| Vitória | 6-1    | Matt Dwyer        | KO (queda/arremesso)                                              | BFL 15 - Battlefield Fight League        | 27/04/2012 | 1     | 0:30  | Nanaimo, Colúmbia Britânica, Canadá         |       |
| Vitória | 5-1    | Richard Jodoin    | TKO (soco)                                                        | BFL 13 - Battlefield Fight League        | 11/02/2012 | 1     | 0:25  | Vernon, Colúmbia Britânica, Canadá          |       |
| Vitória | 4-1    | Jose Cornejo      | KO (chute (voadora com pé trocado))                               | BFL 10 - Battlefield Fight League        | 20/08/2011 | 1     | 0:43  | Vernon, Colúmbia Britânica, Canadá          |       |
| Vitória | 3-1    | Ken Tran          | Submissão (mata-leão)                                             | BFL 7 - Battlefield Fight League         | 26/3/2011  | 3     | 1:50  | Nanaimo, Colúmbia Britânica, Canadá         |       |
| Vitória | 2-1    | Keegan Marshall   | KO (Chute (Meia-lua de compasso))                                 | NAC 24 - North American Challenge 24     | 4/4/2009   | 1     | 0:20  | North Vancouver, Colúmbia Britânica, Canadá |       |
| Vitória | 1-1    | Kevin Leclair     | KO (socos)                                                        | NFC 5 - National Fighting Challenge 5    | 25/11/2005 | 2     | 2:27  | North Vancouver, Colúmbia Britânica, Canadá |       |
| Derrota | 0-1    | Bastien Huveneers | Submissão (Triangulo)                                             | NAC 21 - North American Challenge 21     | 5/11/2005  | N/D   | N/D   | Vancouver, Colúmbia Britânica, Canadá       |       |